# Панцеротті
Панцеротто (італійською: [pantseˈrɔtto] ( прослухати); множина панцеротті) — пікантна страва, що виникла в центральній та південній італійській кухні. Нагадує невелике кальцоне як формою, так і тістом, яке використовується для його приготування. Цей термін зазвичай означає смажений турновер, який відрізняють від запеченого в духовці кальцоне), хоча кальцоні та панцеротті часто приймають одне за одного.

## Етимологія
Іменник panzerotto походить від зменшувального від panza, регіонального варіанту італійського pancia (« живіт»). Назва пов'язана з характерним здуттям тіста для турновера під час приготування, яке нагадує здуття живота.
Етимологічно споріднене слово pansoti відноситься до зовсім несхожої страви — різновиду равіолі, типового для Генуї.
Панцеротті також популярні в Сполучених Штатах і Канаді.

## Італія
Панцеротті виникли в Південній і Центральній Італії; вони особливо популярні в апулійській кухні. В основному це невеликі версії кальцоні, але зазвичай їх смажать, а не запікають у духовці, тому в Італії, найчастіше в Кампанії, вони також відомі як calzoni fritti («смажені кальцоні») або pizze fritte («смажена піца»). У деяких частинах Апулії, таких як Мольфетта та Мола-ді-Барі (обидва в Барі), панцеротті також мають назву frittelle («оладки»), , а в Бріндізі вони відомі як фрітте (місцева варіація фріттелле).
Найпоширенішими начинками для цього обороту є томат і моцарела. Очищені цілі помідори відціджують і сушать, щоб використовувати їх як начинку, оскільки використання несушених помідорів призведе до розриву тіста через вологість. Інші начинки — цибуля, пасерована на оливковій олії та приправлена солоними анчоусами та каперсами, або мортаделла та сир проволоне.
Ще один популярний різновид — панцеротті ді патате («картопляний панцеротті»), фірмова страва з Саленто, яка складається з крокетів з картопляного пюре, а не з власне панцеротті.

## Північна Америка
Панцеротті також споживають у Північній Америці, куди їх імпортували іммігранти з Південної Італії.
Що стосується їх форми і фактури, то вони можуть бути різних розмірів і зазвичай напівкруглі. Вони складаються з кишені з тіста, наповненої різною кількістю плавленого сиру моцарелла, томатного соусу та будь-якої прийнятної кількості начинок, які потім загортають і смажать у фритюрі. Панцеротті піднімається під час цього процесу, утворюючи кишеню, що містить значну кількість пари, яку слід частково випустити перед їжею.

### Канада
З середини 1960-х панцеротті були популярним продуктом швидкого харчування в Канаді. Комерціалізовані заморожені версії називаються Pizza Pockets або Pizza Pops.
Місто Вінніпег є центром виробництва панцеротті в Канаді та в усьому світі. Naleway Foods вважається другим за величиною виробником «пирогів» (смажених вареників) та панцеротті в Канаді.